# Вентцель, Димитрий Александрович
Димитрий Александрович Ве́нтцель (1898—1955) — советский учёный в области внешней и внутренней баллистики; академик Академии артиллерийских наук (20.09.1946), доктор технических наук (1938), профессор (1935), лауреат Сталинской премии 3-й степени (1951), генерал-майор инженерно-артиллерийской службы (17.03.1943).

## Биография
Родился 16 (28 октября) 1898 года в дворянской семье. Отец — инженер путей сообщения, Александр Адольфович (Александр-Генрих-Карл) Вентцель (род. 1861), мать — Евгения Модестовна Ратькова-Рожнова (род. 1863), племянница В.А.Ратькова-Рожнова и Н.А.Ратькова-Рожнова. В связи со службой отца семья часто меняла место жительства. Окончил Реформатское училище гимназического отделения. С осени 1916 г. — студент физико-математического факультета Петроградского университета. С февраля 1917 г. — юнкер Константиновского артиллерийского училища. В сентябре 1917 — марте 1918 г. — младший офицер 1 батареи 1-го гвардейского мортирного дивизиона Юго-западного фронта. Последний чин в российской армии — прапорщик. С сентября 1918 г. — табельщик 5-го военно-дорожного отряда.
В Красной армии с марта 1919 г.: помощник начальника учебной команды, а с апреля 1919 г. — командир взвода 1-й отдельной запасной гаубичной батареи РККА в Петрограде. С сентября 1919 г. — слушатель, а с ноября 1922 г. — репетитор Артиллерийской академии. Одновременно в 1922—1926 гг. по предложению В. М. Трофимова работал в возглавляемой им Комиссии особых артиллерийских опытов (КОСАРТОП). С июня 1925 г. — командир 12-й батареи зенитного артиллерийского полка в Ленинграде. С декабря 1925 г. — адъюнкт, а с июля 1928 г. — преподаватель, с марта 1933 г. — старший преподаватель кафедры внешней баллистики Военно-технической академии РККА. С 1926 г. начал чтение лекций по теоретической механике и внешней баллистике. Одновременно с апреля 1926 по 1930 г. был консультантом при Газодинамической лаборатории инженера Н. И. Тихомирова. В 1930—1934 гг. читал предмет «Основания устройства стрелкового вооружения». С сентября 1934 г. — начальник кафедры баллистики и воздушной стрельбы Военно-воздушной инженерной академии им. Н. Е. Жуковского. С июня 1953 г. — начальник кафедры реактивных снарядов и баллистики Военно-воздушной инженерной академии им. Н. Е. Жуковского.
Скоропостижно скончался от сердечного приступа 20 июля 1955 года. Похоронен в Москве на Донском кладбище (2 уч.).

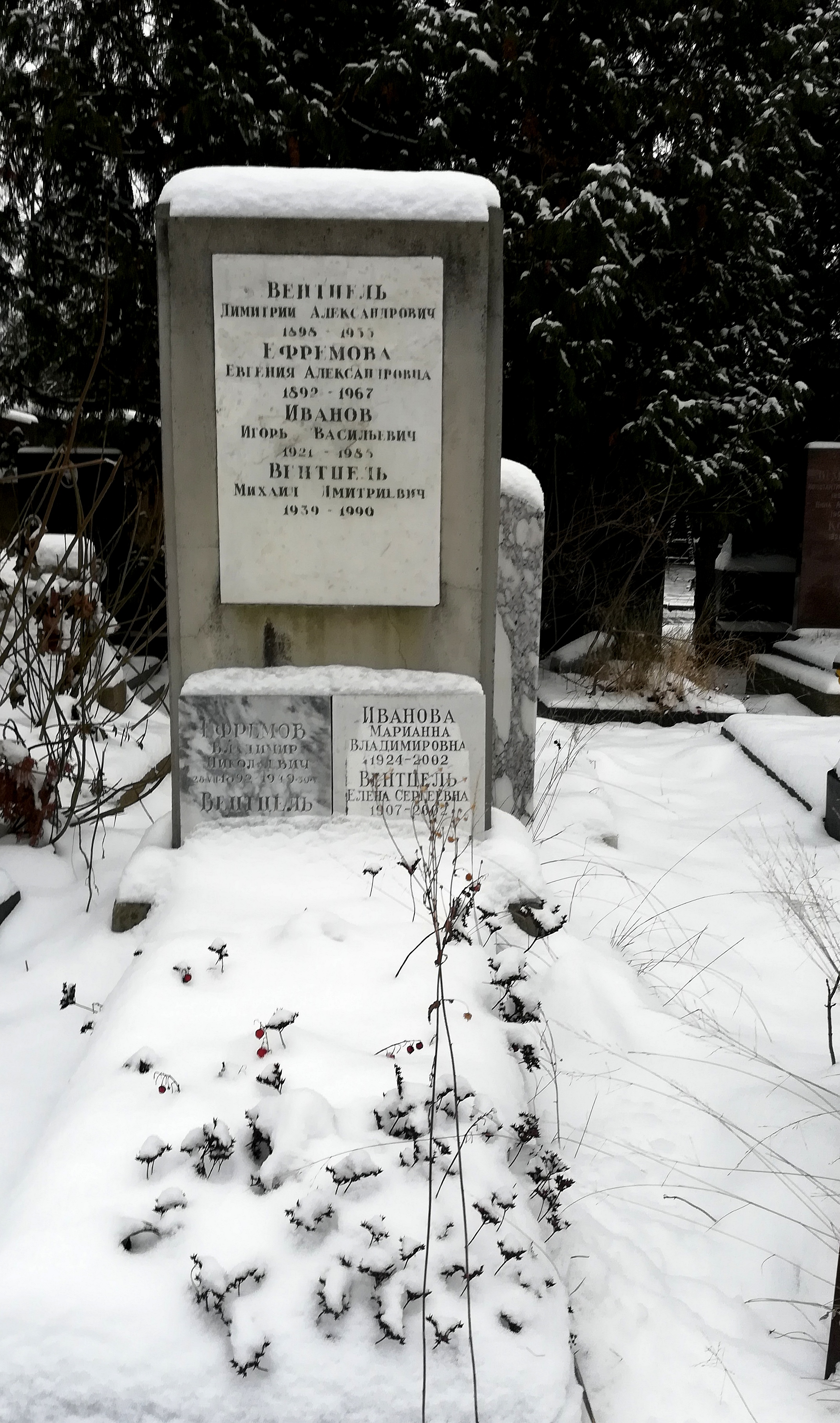
Могила на Донском кладбище

### Семья
- Жена — Вентцель, Елена Сергеевна.
  - Дочь — Татьяна Дмитриевна Вентцель (1931—2012), математик. Ее муж — Юлий Анатольевич Шрейдер, математик, философ[3].
  - Сын — Александр Дмитриевич Вентцель (род. 1937)
  - Сын — Михаил Дмитриевич Вентцель, военный инженер (1939—1990)

## Научный вклад
Крупнейший специалист по вопросам внешней и внутренней баллистики. Им написано свыше 20 научных трудов в этой области. Его учебник в области внешней баллистики является основным. Им созданы основы баллистики авиационных бомб. С 1924 г. в военном отделе Главной геофизической обсерватории занимался разработкой вопросов аэрологического обслуживания артиллерии, в частности разработкой нормальных законов распределения метеорологических элементов с высотой и методов введения поправок на изменения метеорологических элементов при стрельбе. Эти законы легли в основу всех таблиц артиллерии и таблиц бомбометания. В 1925 г. решил баллистическую задачу о точке встречи при стрельбе с самолёта по неподвижной цели. Кандидатская диссертация посвящена вычислению изменений элементов траектории. В этой работе он изложил теорию поправок, усовершенствовал теорию вращательного движения артиллерийского снаряда и внес коренные изменения в формулу для расчета устойчивости снаряда, которая стала называться формулой Забудского-Вентцеля. Во время работы с Н. И. Тихомировым написал несколько работ по вопросу горения пороха в каморе с соплом. В начале 30-х годов провел экспериментальные исследования о наивыгоднейшей, с точки зрения кучности боя, длине ствола и крутизне нарезки у винтовки. Работал над проблемой баллистики авиационного оружия, имеющего большую начальную скорость. Теория поправок и вращательное движение снаряда, артиллерийская метеорология внутренняя баллистика, прицельные приспособления стрелкового оружия и ракетная техника, вопросы бомбометания и судебная баллистика, приближенные вычисления и основания устройства стрелкового оружия — таков широкий круг вопросов, научной разработкой которых занимался Д. А. Вентцель.

## Награды и премии
- орден Ленина (21.02.1945)[4][5]
- два ордена Красного Знамени (03.11.1944[5][6], 20.06.1949[5][7])
- орден Отечественной войны II степени (26.10.1944)[8]
  - медали в том числе:
  - «XX лет Рабоче-Крестьянской Красной Армии» (1938)
  - «За победу над Германией в Великой Отечественной войне 1941—1945 гг.» (21.06.1945)
- Сталинская премия третьей степени (1951) — за исследования в области техники[9]

## Оценки коллег
…я учил баллистику под руководством Д. А. Вентцеля, одного из самых блестящих профессоров, которых я когда-либо слушал. Он ко всему относился с огромным чувством юмора, а в науке исповедовал религию своего учителя, знаменитого адмирала и академика А. Н. Крылова: неверная значащая цифра в расчетах — это ошибка, а лишняя после запятой — пол-ошибки. Всякие лишние усложняющие вычисления, не мотивированные необходимостью, — смертный грех! Вот так! Любая прикладная теория должна бить в точку — быть предельно простой!— Н. Н. Моисеев. «Как далеко до завтрашнего дня»

## Случаи
Д. А. Вентцель в дождливую погоду спешил на лекцию по внутреннему двору Академии. По случаю непогоды на нём были галоши. Здания Академии расположены четырёхугольником, и к нужному ему входу можно было пройти или посуху около двух зданий — по «катетам» — двум перпендикулярным друг другу асфальтовым дорожкам; или же — напрямик по «гипотенузе» — мокрой и грязной тропинке, которая сразу вела его к нужному входу. Так как он опаздывал, то пошёл по «гипотенузе», но, оставив галошу в грязи, должен был вернуться за ней обратно. После всех таких злоключений он, наконец, достиг своей аудитории. А в ней слушатели, прильнув к окнам, с большим интересом наблюдали за всеми этими приключениями своего опаздывающего профессора и, конечно, оживлённо их комментировали. Что же надо было теперь ему сказать, чтобы повернуть внимание слушателей к своей лекции? И профессор Д. А. Вентцель начал эту лекцию так: «Сегодня я экспериментально доказал, что одна грязная гипотенуза гораздо длиннее двух своих чистых катетов».
— И. Б. Погожев

Д. А. Вентцель отдыхал в санатории. За одним столиком в столовой вместе с ним оказался лётчик — Герой Советского Союза. Медаль Героя тот привесил на пижамную куртку и так ходил и в столовую, и на пляж. Тогда Д. А. взял и пришил себе на пляжные трусы… генеральские лампасы. «Ну не все же на пляже знают, что я — генерал. Вот я и решил помочь таким незнающим», пояснил он оторопевшему соседу. Тот захохотал… и медаль Героя отцепил— Е. В. Золотов

О нём [Д. А. Вентцеле] в Академии ходило много разных анекдотов, прежде всего как о человеке, которому «известно абсолютно всё». Говорили, что, когда Елена Сергеевна познакомилась с ним, она была потрясена его эрудицией и спросила: «Неужели вы всё знаете?». А тот совершенно серьёзно ей ответил: «Не всё, но три четверти знаю».— А. А. Прокопчук